# 強弱法
強弱法（きょうじゃくほう、独: Dynamik デュナーミク、英: dynamics ダイナミクス、イタリア語: Dinamica ディナーミカ、仏: nuance ニュアンス）とは、特に西洋音楽において、音の強弱の変化ないし対比による音楽表現を言い、楽譜上は「強弱記号」で表される。

## 概要
音には高さ、長さ、音色、強さといった要素がある。これらのうち、音色や音の強さは楽譜上の規定があまり厳密ではなく、物理的に大きな変化を与えることも可能であるため、演奏者にとってはその自由な表現を行う重要な要素となる。
強弱表現は、作品の意図という観点においては本来作曲者に責任があり、場合によっては緻密な構成が演奏者に厳密に課されることがあり、演奏にあたっては作曲家の指示した強弱記号に基づいた表現の実施が原則であるが、最終的には演奏者の裁量に任されている面が強い。したがって、演奏者が独自の音楽解釈や演奏スタイルとして自身のオリジナリティを発揮する重要な要素として強弱表現が位置づけられる。
作曲年代や出版社によっては、何小節もある長い範囲、あるいは楽曲全体にわたって、そもそも強弱記号がほとんど書かれていない楽譜も多く存在する。また、同じフォルテでも、楽曲やフレーズによって実際に必要な強さは様々で、ある曲のある場所に指定されたフォルテが、その有効な範囲内において全て同じ強さで演奏するとは限らない。

## 五線譜における強弱記号
楽譜上、強弱は次のように指示される。

### 一定の強弱を表すもの
| 表記       | 読み                                                | 意味                      | 詳細                                                                         |
| ---------- | --------------------------------------------------- | ------------------------- | ---------------------------------------------------------------------------- |
| ppp        | ピアノ・ピアニッシモ （ピアニッシッシモ）           | 極めて弱く                | ピアニッシモより弱い                                                         |
| pp         | ピアニッシモ                                        | 非常に弱く                | ピアノより弱い                                                               |
| p          | ピアノ                                              | 弱く                      | もともとは「やさしく」の意味もある                                           |
| mp         | メッゾピアノ （メゾピアノ）                         | 少し弱く 半分くらい弱く   | mezzoは「半分の（英語でhalf）」という意味 ピアノより強くメゾフォルテより弱い |
| mf         | メッゾフォルテ （メゾフォルテ）                     | 少し強く 半分くらい強く   | メゾピアノより強くフォルテより弱い                                           |
| f          | フォルテ                                            | 強く                      | ベートーヴェンはしばしばスフォルツァンドの意味でフォルテを使用している       |
| ff         | フォルティッシモ                                    | 非常に強く                | フォルテより強い                                                             |
| fff        | フォルテ・フォルティッシモ （フォルティッシッシモ） | 極めて強く                | フォルティッシモより強い                                                     |
| sotto voce | ソットヴォーチェ                                    | 声を弱くして 声をひそめて |                                                                              |
| mezza voce | メッツァヴォーチェ （メッザヴォーチェ）             | 半分の声で                | mezzaも「半分の（英語でhalf）」という意味                                    |

フォルテやピアノを重ねる数に限度はないが、通常は3つまでである。
6つのフォルテ/ピアノが使われている例は、ロマン派時代のチャイコフスキーの悲愴や現代のファーニホウの「レンマ・イコン・エピグラム」などが挙げられる。またリゲティ・ジェルジュは、ル・グラン・マカーブルでフォルテを10個、ピアノ練習曲やチェロ協奏曲でピアノを8個重ねたことがある。
フォルテやピアノには「molto」が付いて、「モルト・フォルテ」や「モルト・ピアノ」になることもある。moltoは「とても（英語でvery）」という意味であるため、モルト・フォルテは「とても強く」という意味になりフォルテよりも大きいがフォルティッシモよりは小さいとされ、モルト・ピアノ「とても弱く」という意味になりピアノよりも小さいがピアニッシモよりは大きいとされる。
現代音楽（20世紀以降の西洋音楽）においては、これらの記号を単に「音量」を表すだけではなく、本来の意味である表現上の「強い」「弱い」を示すために使われていることが多い。このような使われ方をしている場合でも相対的な関係を示しており、絶対的な量（音量、盛り上がり具合など）を示してはいない。

### 前と比べた相対的な強弱を表すもの
| 表記 | 読み             | 意味               | 詳細                   |
| ---- | ---------------- | ------------------ | ---------------------- |
| più  | ピウ・ピアノ     | 前よりもっと弱く   | piùは、英語で「more」  |
| più  | ピウ・フォルテ   | 前よりもっと強く   |                        |
| meno | メーノ・ピアノ   | 前より弱くなく     | menoは、英語で「less」 |
| meno | メーノ・フォルテ | 前より強さを抑えて |                        |

### その音だけ強いことを表すもの
俗に「アクセント記号」と称される。
| fp           | フォルテピアノ                            | 強く、すぐに弱く | フォルテで演奏してすぐにピアノにする。音が出たあとで音強を変えられる楽器では、音の出だしを強く、一定時間その音強を保って、その後急に弱くする。 | フォルテで演奏してすぐにピアノにする。音が出たあとで音強を変えられる楽器では、音の出だしを強く、一定時間その音強を保って、その後急に弱くする。                                          |
| sf           | スフォルツァンド （スフォルツァート）     | その音を強く     | 特に打楽器のロール・トレモロでは、指定が無いときは最初の数打を特に強く、後はフォルテで続ける。                                                 | 特に打楽器のロール・トレモロでは、指定が無いときは最初の数打を特に強く、後はフォルテで続ける。                                                                                          |
| sfz          | スフォルツァンド （スフォルツァート）     | その音を強く     | 特に打楽器のロール・トレモロでは、指定が無いときは最初の数打を特に強く、後はフォルテで続ける。                                                 | 特に打楽器のロール・トレモロでは、指定が無いときは最初の数打を特に強く、後はフォルテで続ける。                                                                                          |
| fz           | フォルツァンド （フォルツァート）         | その音を強く     | 特に打楽器のロール・トレモロでは、指定が無いときは最初の数打を特に強く、後はフォルテで続ける。                                                 | 特に打楽器のロール・トレモロでは、指定が無いときは最初の数打を特に強く、後はフォルテで続ける。                                                                                          |
| rf           | リンフォルツァンド （リンフォルツァート） | その音を強く     | 特に打楽器のロール・トレモロでは、指定が無いときは最初の数打を特に強く、後はフォルテで続ける。                                                 | 特に打楽器のロール・トレモロでは、指定が無いときは最初の数打を特に強く、後はフォルテで続ける。                                                                                          |
| マルカート   | マルカート アクセント アッチェント        | その音を強く     | 音符の上にも下にも付けられる | 音が出たあとで音強を変えられる楽器では、音の出だしを強くし、その後だんだん弱める。 （クラシックでは上、下に開いているアクセントは横に開いているアクセントよりも強く鳴らすことが多い。） |
| アクセント上 | マルカート アクセント アッチェント        | その音を強く     | 音符の上に付ける場合の記号 | 音が出たあとで音強を変えられる楽器では、音の出だしを強くし、その後だんだん弱める。 （クラシックでは上、下に開いているアクセントは横に開いているアクセントよりも強く鳴らすことが多い。） |
| アクセント下 | マルカート アクセント アッチェント        | その音を強く     | 音符の下に付ける場合の記号 | 音が出たあとで音強を変えられる楽器では、音の出だしを強くし、その後だんだん弱める。 （クラシックでは上、下に開いているアクセントは横に開いているアクセントよりも強く鳴らすことが多い。） |
| アッチェント | マルカート アクセント アッチェント        | その音を強く     | 音符の上にも下にも付けられる | 音が出たあとで音強を変えられる楽器では、音の出だしを弱く、少し経ってからだんだん強くし、その後だんだん弱める。                                                                          |

アクセントとは、その音を何かしらの方法で目立たせることにより、その音を引き立たせることができるような変化を付けるという意味である。場合によっては音量よりも、テヌート（に近い）奏法やスタッカート（に近い）奏法を使用することでアクセントとなることもあり得る。一方で、 は、短いディミヌエンド（）と混同されやすく、シューベルトやベートーヴェンにおいては、それらが混同された楽譜が出版されている。
 は、発音後に音量の強弱の付けられる楽器において、ロマン派頃から楽譜に見受けられるようになった記号である。ロベルト・シューマンは、その表現が不可能なピアノの楽譜にさえ、この記号を付けることを好んだ。日本の合唱の楽譜においては、作曲家の三善晃が好んでこの記号を使用したため、「三善アクセント」と呼ばれることが多い。

### 強弱の変化を表すもの
| crescendo   | cresc.   | クレシェンド   | だんだん強く（成長しながら） | と は俗に松葉、hair pinなどと呼ばれる。一般に文字を用いる場合よりも短いものに使う。また、cresc.と書かれたあとで とある場合には、その部分でさらに一段とクレッシェンドする、という意味に捉えるのが一般的である。 |
| <           |          | クレシェンド   | だんだん強く（成長しながら） | と は俗に松葉、hair pinなどと呼ばれる。一般に文字を用いる場合よりも短いものに使う。また、cresc.と書かれたあとで とある場合には、その部分でさらに一段とクレッシェンドする、という意味に捉えるのが一般的である。 |
| decrescendo | decresc. | デクレシェンド | だんだん弱く（減退しながら） | と は俗に松葉、hair pinなどと呼ばれる。一般に文字を用いる場合よりも短いものに使う。また、cresc.と書かれたあとで とある場合には、その部分でさらに一段とクレッシェンドする、という意味に捉えるのが一般的である。 |
| diminuendo  | dim.     | ディミヌエンド | だんだん弱く（減退しながら） | と は俗に松葉、hair pinなどと呼ばれる。一般に文字を用いる場合よりも短いものに使う。また、cresc.と書かれたあとで とある場合には、その部分でさらに一段とクレッシェンドする、という意味に捉えるのが一般的である。 |
| >           |          | ディミヌエンド | だんだん弱く（減退しながら） | と は俗に松葉、hair pinなどと呼ばれる。一般に文字を用いる場合よりも短いものに使う。また、cresc.と書かれたあとで とある場合には、その部分でさらに一段とクレッシェンドする、という意味に捉えるのが一般的である。 |